# Nyárád (település)
Nyárád község Veszprém vármegyében, a Pápai járásban.

## Fekvése
Pápa délnyugati vonzáskörzetében fekszik, a várostól mintegy 10 kilométerre. Északkeleti külterületi határrészei érintkeznek a város [illetve az ahhoz tartozó Borsosgyőr] határszélével. A további szomszédos települések: kelet felől Pápadereske, kelet-délkelet felől Dáka, délnyugat felől Dabrony, nyugat felől Nemesszalók, északnyugat felől pedig Mihályháza.

### Megközelítése
A településen áthalad, annak főutcájaként, nagyjából északkelet-délnyugati irányban a 834-es főút, ezen érhető el Pápa és Celldömölk térsége felől is. Közigazgatási területét egy rövid szakaszon érinti még a 8405-ös út, határszéleit pedig a 84 111-es és a 84 112-es számú mellékutak is.
Vasútvonal nem érinti, a legközelebbi vasúti csatlakozási lehetőség a Győr–Celldömölk-vasútvonal Mezőlak vasútállomása, a központjától mintegy 7 kilométerre északra.

## Története
A településről az első írásos emlékek 1153-ról maradtak ránk, mikor Adalbert, II. Géza király követe feleségére hagyta nyárádi birtokát. Nyárád 1347-ben Csenig Péter birtokába került a pannonhalmi főapátságtól, s 1650-től pedig az Esterházy család birtoka.

## Közélete

### Polgármesterei
- 1990–1994: Bereczki Gábor (MDF)[4]
- 1994–1998: Bereczky Gábor (független)[5]
- 1998–2002: Bereczki Gábor (független)[6]
- 2002–2006: Novák Imre Csaba (független)[7]
- 2006–2010: Novák Imre Csaba (független)[8]
- 2010–2014: Pajak Károly László (független)[9]
- 2014–2019: Pajak Károly László (független)[10]
- 2019–2024: Pajak Károly (Fidesz-KDNP)[11]
- 2024– : Pajak Károly (Fidesz-KDNP)[1]

## Demográfiai adatok
A település népességének változása:
| Lakosok száma | 951  | 941  | 926  | 814  | 858  | 872  | 867  |
|               | 2013 | 2014 | 2015 | 2021 | 2022 | 2023 | 2024 |

358 lakás van a községben, km²-enként átlagosan 18,08.

### Népcsoportok
A 2001-es népszámlálási adatok szerint a település lakóinak 99,2%-a magyar és 0,8%-a cigány származásúnak vallotta magát.
A 2011-es népszámlálás során a lakosok 87,9%-a magyarnak, 4% cigánynak, 0,8% németnek mondta magát (11,3% nem válaszolt; a kettős identitások miatt a végösszeg nagyobb lehet 100%-nál).
2022-ben a lakosság 93,4%-a vallotta magát magyarnak, 1,7% németnek, 0,9% cigánynak, 0,2% szerbnek, 2,4% egyéb, nem hazai nemzetiségűnek (6,3% nem nyilatkozott; a kettős identitások miatt a végösszeg nagyobb lehet 100%-nál). 

### Vallási kötődés
A 2001-es népszámlálási adatok szerint a település lakosai 55,9%-a római katolikusnak, 36,1%-a reformátusnak, 4,4%-a evangélikusnak, 2,4%-a nem jelölt meg egyházat/felekezetet és 1,0%-a nem válaszolt vallotta magát.
A vallási megoszlás 2011-ben a következő volt: római katolikus 46%, református 28,4%, evangélikus 4%, felekezeten kívüli 3,5% (16,1% nem nyilatkozott).
2022-ben vallása szerint 39,2% volt római katolikus, 23,8% református, 5,1% evangélikus, 0,1% görög katolikus, 0,2% egyéb keresztény, 0,9% egyéb katolikus, 9,2% felekezeten kívüli (24,4% nem válaszolt).

## Nevezetességei
- Római katolikus templom - A település első temploma 1387-ben épült, amit a törökök leromboltak. 1758-ban ide építette barokk stílusban Fellner Jakab a mai katolikus templomot. A templomtoronyt pedig Pauly Mihály tervei alapján épült meg 1790-ben. A 32 méter magas templomtorony 500 kilogramm tömegű harangját Szlezák Rafael öntötte 1957-ben Budapesten.[3]

## Régi mondások, falucsúfolók a településről
- Nyirád, Nyárád, Nyavalád, nyalod a ló v……t.[15]

## Képek

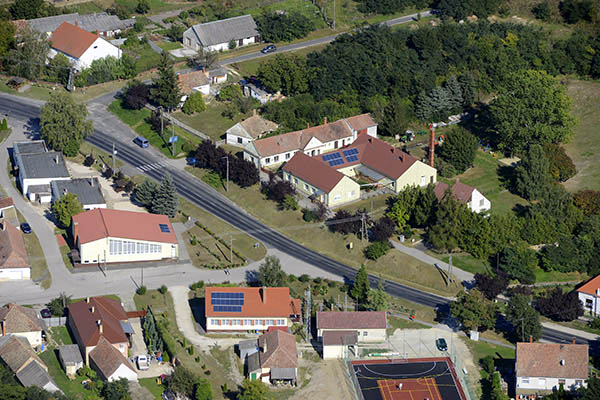
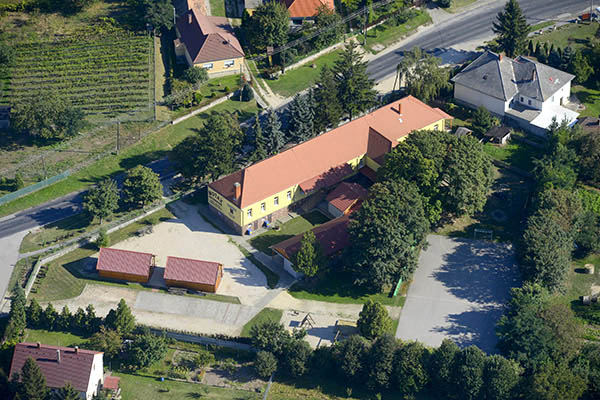
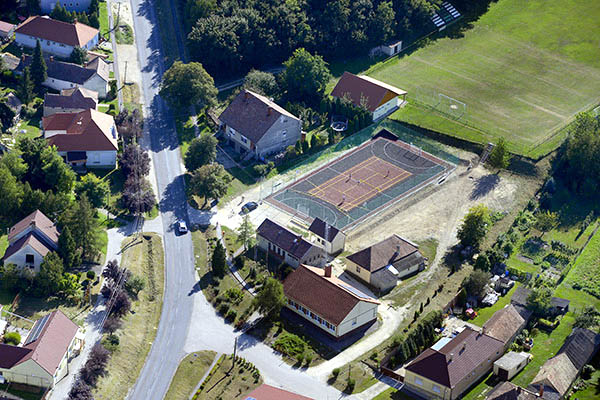

## Itt születtek, itt éltek
- Nyulasi József (Nyárád, 1946. március 1. –) népi fafaragó művész itt született a településen.

## Sport
Nyárád labdarúgócsapatát 1960. május 20-án alapították. A megyei negyedosztályban játszanak.